# 探索飛行測試1號
探索飛行測試1號（英語：Exploration Flight Test-1，EFT-1），舊稱獵戶座飛行測試1號（英語：Orion Flight Test 1，OFT-1）是獵戶座多功能乘員載具的首次測試飛行。在沒有乘員的情況下，它於2014年12月5日世界標準時間12:05（美國東部標準時間上午7:05）由卡納維拉爾角空軍基地SLC-37B的三角洲4號重型運載火箭發射升空。

## 目标
这次飞行的目的是测试猎户座的各种系统，包括多级火箭、航空电子设备、隔热罩、降落伞，以及在执行阿耳忒弥斯1号任务时在太空发射系统上飞行之前的回收操作。阿耳忒弥斯1号任务于2022年11月16日发射，此时距离EFT-1已过去七年有余。